# 881

881(팔백팔십일)은 880보다 크고 882보다 작은 자연수다.

## 수학
- 152번째 소수(素數)다. 앞의 소수는 877, 다음 소수는 쌍둥이 소수인 883이다.
- 피타고라스 삼조의 빗변의 길이이다. ({\displaystyle 369^{2}+800^{2}=881^{2}})[a]
- {\displaystyle 881=79+83+89+97+101+103+107+109+113}
  - 연속하는 소수(素數) 9개의 합으로 나타낼 수 있으며, 이 성질을 지닌 앞의 수는 841, 다음 수는 929다.
- {\displaystyle 881=4^{4}+5^{4}=16^{2}+25^{2}}
  - 연속하는 두 자연수의 네제곱합으로 나타낼 수 있으며, 이 성질을 지닌 앞의 수는 337, 다음 수는 1921이다.
- {\displaystyle 2^{55}-1}은 881로 나누어떨어진다.

## 과학
- NGC 881: 고래자리 방향에 있는 중간나선은하.

## 교통
- 유럽 고속도로 881호선: 튀르키예 게브제에서 체쉬메(영어판)까지 이어지는 유럽 고속도로.
- 881번 홋카이도도(일본어판)

## 군사
- 881 미사일 연대(영어판): 인도의 육군 연대.
- 881 해군 항공대(영어판): 과거 존재한 영국의 해군 항공대.
- U-881(영어판, 독일어판): 제2차 세계 대전에 사용된 나치 독일의 군용 잠수함.

## 문화유산
- 대한민국의 보물 제881호: 장말손 유품

## 작품
- 《881》(2007년): 싱가포르의 코미디 드라마 영화.

## 기타
- 연도: 881년, 기원전 881년